# Empecta alba
Empecta alba är en skalbaggsart som beskrevs av Dewailly 1950. Empecta alba ingår i släktet Empecta och familjen Melolonthidae. Inga underarter finns listade i Catalogue of Life.